# Община Западного Азербайджана
«Община Западного Азербайджана» (азерб. Qərbi Azərbaycan İcması) — азербайджанская общественная организация. Позиционирует себя как представляющую азербайджанцев, живших в Армянской ССР до взаимных этнических чисток, и ставших беженцами в ходе Карабахского конфликта. Организация выступает за возвращение азербайджанцев на территорию современной Республики Армения, которую она называет ирредентистским термином «Западный Азербайджан».
В рамках организации действуют наблюдательный и женский советы, советы аксакалов, интеллигенции и попечителей, правление, контрольно-ревизионная комиссия и объединение молодёжи. С января 2023 года в составе организации начала работу научная комиссия.

## История
Организация была создана 3 августа 2022 года на базе Азербайджанского общества беженцев (азерб. Azərbaycan Qaçqınlar Cəmiyyəti), действовавшего с 1989 года. Председателем правления организации стал Азиз Алекперов, депутат Национального собрания Азербайджана, ранее возглавлявший Азербайджанское общество беженцев, председателем наблюдательного совета — математик Мисир Марданов.
В ноябре 2022 года пресс-секретарём организации была назначена Ульвия Зульфикар (азерб. Ülviyyə Zülfiqar), бывший главный редактор провластного сайта news.az, по словам которой её семья была изгнана с территории современной Республики Армения более ста лет назад.
В январе 2023 году организация опубликовала концепцию возвращения азербайджанцев в Армению. В феврале 2023 года организация отправила письмо премьер-министру Армении Николу Пашиняну с призывом начать с ней диалог о возвращении азербайджанцев, которое было проигнорировано армянскими властями.
В марте 2023 года президент Азербайджана Ильхам Алиев выдвинул требование использовать равное отношение к азербайджанцам, раньше жившим в Армении, и к армянам, жившим на тот момент в Нагорном Карабахе, сославшись на Общину Западного Азербайджана. Министерство иностранных дел Армении сочло такие требования территориальными претензиями. Специалист по постсоветскому пространству Джошуа Кучера считает, что это требование выдвинуто властями Азербайджана для ослабления требований властей Армении о специальном статусе для армян Нагорного Карабаха.
С июля 2023 года на базе общины действует YouTube-канал «Западноазербайджанское телевидение» (азерб. Qərbi Azərbaycan TV), публикующий несколько выпусков в неделю. В работе канала участвуют историк Ризван Гусейнов и военный Заур Джаваншир.